# Cleveland Browns 1977
La stagione 1977 dei Cleveland Browns è stata la 28ª della franchigia nella National Football League. La squadra concluse con un record di 6-8, terminando quarta nella AFC Central division e mancando l'accesso ai playoff per il quinto anno consecutivo. Ad una partita dal termine, il capo-allenatore Forrest Gregg fu licenziato e sostituito da Dick Modzelewski.

## Calendario
| Stagione regolare |              |                        |           |        |                             |          |         |
| Turno             | Data         | Avversario             | Risultato | Record | Stadio                      | Pubblico | Sintesi |
| 1                 | 18 settembre | at Cincinnati Bengals  | V 13–3    | 1–0    | Riverfront Stadium          | 52,847   | Recap   |
| 2                 | 26 settembre | New England Patriots   | V 30–27   | 2–0    | Cleveland Municipal Stadium | 76,418   | Recap   |
| 3                 | 2 ottobre    | Pittsburgh Steelers    | S 14–28   | 2–1    | Cleveland Municipal Stadium | 80,588   | Recap   |
| 4                 | 9 ottobre    | Oakland Raiders        | S 10–26   | 2–2    | Cleveland Municipal Stadium | 80,236   | Recap   |
| 5                 | 16 ottobre   | at Houston Oilers      | V 24–23   | 3–2    | Houston Astrodome           | 47,888   | Recap   |
| 6                 | 23 ottobre   | at Buffalo Bills       | V 27–16   | 4–2    | Rich Stadium                | 60,905   | Recap   |
| 7                 | 30 ottobre   | Kansas City Chiefs     | V 44–7    | 5–2    | Cleveland Municipal Stadium | 60,381   | Recap   |
| 8                 | 6 novembre   | Cincinnati Bengals     | S 7–10    | 5–3    | Cleveland Municipal Stadium | 81,932   | Recap   |
| 9                 | 13 novembre  | at Pittsburgh Steelers | S 31–35   | 5–4    | Three Rivers Stadium        | 47,055   | Recap   |
| 10                | 20 novembre  | at New York Giants     | V 21–7    | 6–4    | Giants Stadium              | 72,576   | Recap   |
| 11                | 27 novembre  | Los Angeles Rams       | S 0–9     | 6–5    | Cleveland Municipal Stadium | 70,352   | Recap   |
| 12                | 4 dicembre   | at San Diego Chargers  | S 14–37   | 6–6    | San Diego Stadium           | 37,312   | Recap   |
| 13                | 11 dicembre  | Houston Oilers         | S 15–19   | 6–7    | Cleveland Municipal Stadium | 30,898   | Recap   |
| 14                | 18 dicembre  | at Seattle Seahawks    | S 19–20   | 6–8    | Kingdome                    | 61,583   | Recap   |

Note: gli avversari della propria division sono in grassetto.

## Classifiche
| AFC Central            |   |   |   |      |      |     |     |     |     |
|                        | V | S | P | %    | CONF | DIV | PF  | PS  | STR |
| Pittsburgh Steelers(3) | 9 | 5 | 0 | .643 | 4–2  | 7–5 | 276 | 243 | V1  |
| Houston Oilers         | 8 | 6 | 0 | .571 | 3–3  | 6–6 | 299 | 230 | V2  |
| Cincinnati Bengals     | 8 | 6 | 0 | .571 | 3–3  | 6–5 | 238 | 235 | S1  |
| Cleveland Browns       | 6 | 8 | 0 | .429 | 2–4  | 5–7 | 269 | 267 | S4  |